# Bokermannohyla izecksohni
Espèce
Synonymes
- Hyla izecksohni Jim & Caramaschi, 1979

Statut de conservation UICN

 CR B1ab(i,ii,iii,v)+2ab(i,ii,iii,v) : 
En danger critique
Bokermannohyla izecksohni est une espèce d'amphibiens de la famille des Hylidae.

## Répartition
Cette espèce est endémique de l'État de São Paulo au Brésil. Elle se rencontre de 700 à 900m m d'altitude à Botucatu, Itanhaém et Cotia,.

## Étymologie
Cette espèce est nommée en l'honneur d'Eugenio Izecksohn.

## Publication originale
- Jim & Caramaschi, 1979 : Uma nova espécie de Hyla da região de Botucatu, São Paulo, Brasil (Amphibia, Anura). Revista Brasileira de Biologia, vol. 39, p. 717-719.